# Nocturama (film)
Nocturama è un film del 2016 diretto da Bertrand Bonello.
La sceneggiatura, scritta nel 2011, si intitolava Paris est une fête ("Parigi è una festa"). A seguito degli attentati del 13 novembre 2015 Bonello preferì dare al film un titolo diverso, optando per Nocturama ("Visione notturna"), ispirandosi ad un pezzo di Nick Cave.

## Trama
Un gruppo eterogeneo di giovani si muove in ordine sparso all'interno della metropolitana di Parigi, lungo tutto un pomeriggio, secondo un piano che non appare ben chiaro.
Alcuni si occupano di immobilizzare degli agenti della sicurezza, uno fa visita al ministro dell'interno, altri piazzano delle cariche, quindi uno uccide a sangue freddo il presidente della HSBC Europa. Infine, alle 19:00 in punto, esplodono contemporaneamente le cariche che fanno saltare in aria un'ala del palazzo del ministero dell'interno, una banca nel quartiere della Defense, e una fila di automobili parcheggiate di fronte alla Borsa. Inoltre viene incendiata la statua di Giovanna d'Arco in Place des Pyramides.
La matrice comune è confermata dal fatto che i ragazzi si radunano insieme nello stesso posto, un centro commerciale in pieno centro, che occuperanno interamente non appena decretata la chiusura e resa inoffensiva la sicurezza. All'appello mancano due elementi. Fred è stato ucciso durante l'operazione di copertura alla Defense. Greg, dopo aver assassinato il ministro, è fuggito arma alla mano e raggiungerà gli altri solo in seguito.
Il nervosismo dell'attesa è rotto in tarda serata dalle immagini dei notiziari che informano di aver scoperto dove sono rifugiati i terroristi. In trappola, i giovani dapprima improvvisano una forma di difesa, quindi soccombono all'assalto delle forze speciali che uccidono tutti senza pietà. Tra le vittime anche due incolpevoli barboni che scorrazzavano nel centro commerciale incustodito con la complicità dei giovani ribelli.

## Riconoscimenti
- 2017 - Festival du film de Cabourg
  - Swann d'oro alla miglior rivelazione maschile a Rabah Nait Oufella